# Rose Villain
Rose Villain, pseudonimo di Rosa Luini (Milano, 20 luglio 1989), è una cantautrice e rapper italiana.

## Biografia

### Infanzia ed esordi
Nata e cresciuta a Milano, Rosa Luini è figlia dell'imprenditore milanese Franco Luini, fondatore del marchio Tucano, e di Fernanda Melloni, venuta a mancare nel 2017. Suo nonno materno è Biagio Melloni, partigiano (con il nome di battaglia di Oreste) e fondatore della catena di librerie Remainders.
Dopo aver vissuto nel capoluogo lombardo con i suoi genitori e il fratello minore Alessandro, consegue la maturità al liceo linguistico e a diciotto anni si trasferisce a Los Angeles. Qui, qualche anno più tardi, si diploma presso il conservatorio di musica contemporanea Musicians Institute di Hollywood, specializzandosi in musica rock.
Sempre a Los Angeles ha iniziato a cantare in una piccola cover band punk rock chiamata The Villains; da tale nome e dal suo nome di battesimo ha tratto ispirazione per il suo nome d'arte "Rose Villain". In seguito si è spostata a New York, dove ha completato gli studi in arti teatrali e musicali a Broadway. A New York ha conosciuto i suoi primi agenti discografici: Mark Gartenberg, un noto ex A&R della Sony Music, ed Eric Beall, ex vice presidente creativo della Sony ATV e Zomba Label Group. Nello stesso periodo ha conosciuto il produttore italiano Andrea Ferrara, in arte Sixpm, trasferitosi a New York, il quale è divenuto il suo produttore esecutivo e suo marito nel 2022.
Nel 2016 dopo l'incontro con DJ Slait, Enigma e Hell Raton ha firmato con la Machete Empire Records. Il 19 luglio ha pubblicato il singolo di debutto Get the Fuck Out of My Pool che unisce sonorità elettroniche e hip hop e il cui video diretto da Andrea Ferrara, Andrea Traversa e Mirko De Angelis è stato girato tra Brooklyn e Manhattan. Qualche mese dopo ha pubblicato il secondo singolo Geisha che le ha fatto guadagnare il titolo di artista del mese su MTV New Generation. L'11 novembre è stato pubblicato il brano Don Medellín di Salmo dall'album Hellvisback, nel quale è stata artista partecipante.
Nel 2017 ha siglato un contratto con la Universal Music Germany e attraverso l'etichetta ha pubblicato in versione remix il singolo Geisha a cura del trio russo di DJ Swanky Tunes. Nello stesso anno ha pubblicato i singoli Kitty Kitty e Don't Call the Po-Po. Nel 2020 il singolo Don't Call the Po-Po è entrato a far parte della colonna sonora della seconda stagione della serie TV americana L.A.'s Finest. Nel 2018 ha firmato con la Republic Records e pubblicato il singolo dal titolo Funeral Party il 20 luglio 2018. Nello stesso anno ha firmato con l'agenzia di moda Next Model Management.
Nel 2019 ha pubblicato il secondo singolo per conto Republic Records dal titolo SWOOP! prodotto da Sydney Swift e Sixpm e scritto insieme alla cantautrice Annika Wells; sempre nello stesso periodo pubblica il singolo Kanye Loves Kanye via Island Records UK, in collaborazione con gli MDNT e Sixpm. A fine 2019 ha interrotto il suo contratto con la Republic Records per via di divergenze artistiche con il suo discografico. Ha pubblicato indipendentemente i singoli Sneakers e It's Snowing, Motherfucker che aveva già pubblicato nel dicembre dello scorso anno sul suo profilo Instagram.

### 2020-2022: prime collaborazioni di successo in Italia
Nel 2020 si è unita alla MeNext Agency ed ha firmato con Arista Records e Sony Music per il primo singolo in italiano: Bundy che vede la produzione di Young Miles e Sixpm. Successivamente ha pubblicato il singolo Il diavolo piange. Sempre nel 2020 ha preso parte al singolo Chico di Guè, estratto dall'album Mr. Fini, anche la partecipazione del rapper Luchè. Inizialmente il pezzo era scritto in inglese, in quanto doveva essere uno dei singoli dell'artista per Republic Records mai pubblicato, ma Guè ha chiesto alla Villain di tradurre il pezzo in italiano per utilizzarlo nel suo album. Chico ha raggiunto la quinta posizione della classifica Top Singoli, stilata dalla FIMI. Dopo il successo di Chico, Rose Villain ha pubblicato il suo terzo singolo in italiano dal titolo Goodbye.
Nel marzo 2021 la band Melodic death metal svizzera Dreamshade ha pubblicato un nuovo album dal titolo A Pale Blue Dot, nell'album è presente la canzone Stone Cold Digital che l'ha vista come ospite. Il 15 febbraio è uscito Corona Love Story, brano di Mondo Marcio estratto dal suo EP My Beautiful Bloody Break Up che anche qui l'ha vista come artista ospite. Il 4 maggio ha pubblicato il singolo Soli insieme a Giaime prodotto da Sixpm e Andry The Hitmaker. Il 2 luglio è stato pubblicato il singolo Elvis in collaborazione con Gué Pequeno e il DJ producer Sixpm. Il 9 luglio è comparsa nell'album di Don Joe Milano Soprano, prendendo parte alla traccia Kandinsky che ha visto la sua collaborazione con Ernia. Il 23 luglio Emis Killa ha pubblicato il mixtape Keta Music Vol 3, all'interno del quale è contenuto il brano Psycho che l'ha vista come artista ospite. Il 1º settembre Apple Music l'ha indicata come l'artista Up Next Italia, iniziativa rivolta all'identificazione e alla valorizzazione dei talenti emergenti. L'8 ottobre è stato estratto il singolo Eva+Eva di Annalisa tratto dall'album Nuda. Il 12 novembre ha pubblicato il singolo Gangsta Love in collaborazione con Rosa Chemical per Columbia Records e Arista Records. Il 10 dicembre 2021 è stata pubblicata la terza collaborazione tra lei e Guè, ovvero Piango sulla Lambo, scritto dai due artisti con Edwyn Roberts, prodotto da Sixpm e contenuto nell'album Guesus di Guè. Nel 2022 Piango sulla Lambo è stato pubblicato come singolo radiofonico e successivamente certificato disco di platino. Sempre il 10 dicembre 2021 è stata autrice del brano Luna piena di Orietta Berti, brano nato dalla collaborazione tra la cantante e Hell Raton.
Nel marzo 2022 è comparsa nel decimo album del rapper Fabri Fibra Caos, contribuendo vocalmente alla traccia GoodFellas. Il 22 aprile 2022 il rapper Fred De Palma ha pubblicato l'EP PLC Tape 1, in cui ha inciso con Guè il brano Au Revoir. Il 13 maggio 2022 ha pubblicato il singolo Michelle Pfeiffer insieme al rapper Tony Effe. Il 20 maggio 2022 è stata distribuita la colonna sonora ufficiale della serie Blocco 181 ideata da Salmo, in cui Rose ha collaborato insieme al rapper Jake La Furia nel brano M.S.O.M. Il 22 luglio è uscito il mixtape del collettivo rap SLF intitolato We The Squad Vol. 1 (Summer Edition), dove è artista ospitante nel remix del singolo Travesuras insieme a MV Killa, Yung Snapp, Vale Lambo e Fred De Palma. Il 7 ottobre ha pubblicato il singolo Rari che ha visto la produzione di Sixpm e Hendric "HNDRC" Buenck. Il 4 novembre è stata presente nell'album di Rondodasosa Trenches Baby, collaborando insieme a Ghali nel brano Cell. Il 18 novembre ha preso parte in qualità di autrice del singolo Bella fregatura, primo estratto all'album di Ernia Io non ho paura. Il 25 novembre Irama ha pubblicato la riedizione del suo album Il giorno in cui ho smesso di pensare con tre nuovi inediti, uno dei quali è Canzoni tristi che l'ha vista come artista ospite.

### 2023:Radio Gotham
Il 13 gennaio 2023 è figurata tra gli autori dell'album Madreperla di Guè, per cui compone il brano Chiudi gli occhi, mentre la settimana seguente è stato pubblicato l'album di debutto intitolato Radio Gotham. Il progetto è stato anticipato dai singoli Elvis, Michelle Pfeiffer e Rari pubblicati tra il 2021 e il 2022, mentre il 10 gennaio 2023 è stata resa disponibile la traccia Lamette in collaborazione con Salmo. Radio Gotham è composto da 14 tracce scritte interamente da Villain e contiene collaborazioni con diversi artisti come Tedua, Geolier, Carl Brave ed Elisa, oltre a Salmo, Tony Effe e Guè, mentre la produzione dell'album è interamente cura di Sixpm in collaborazione di Drillionaire, Zef, Young Miles, Stevie Aiello e HNDRC. L'album ha debuttato alla quinta posizione della classifica FIMI Album ed è stato certificato disco di platino. Il 10 febbraio ha partecipato alla serata dei duetti del 73º Festival di Sanremo, affiancando Rosa Chemical alla cover di America di Gianna Nannini. Il 14 aprile seguente, il brano Cartoni animati è stato scelto come singolo radiofonico in Italia. Il primo maggio è stata una degli artisti protagonisti dell'annuale Concerto del Primo Maggio 2023, mentre il 12 dello stesso mese ha collaborato al singolo Fragole di Achille Lauro. A giugno è stata presente nell'album Migrazione di Carl Brave, con cui ha inciso il brano Rimpianti. Dal 2 giugno al 9 settembre si è svolta da Annone di Brianza (LC) a Lanzada (SO) il Radio Gotham Summer Tour 2023, il suo tour estivo. 
Il 27 giugno 2023 ha annunciato la firma e quindi il passaggio di etichetta con la Warner Music Italy. La prima pubblicazione per conto della Warner è avvenuta nell'ottobre dello stesso anno, il quale si tratta del singolo Io, me ed altri guai, scritto dalla stessa Villain insieme a Paolo Antonacci e prodotto da Sixpm. Il 27 novembre ha affiancato Mago Forest come co-conduttrice del GialappaShow, mentre quattro giorni più tardi ha collaborato con la band Yosh Whale per il singolo Blu. Ha chiuso l'annata con la partecipazione all'album di Artie 5ive e Rondodasosa Motivation 4 the Streetz, partecipando vocalmente alla traccia Hall of Fame. Il 3 a Milano e il 15 dicembre 2023 a Ciampino (RM) si è svolta la tournée A Villain Story: the Beginning.

### 2024: primo Sanremo eRadio Sakura

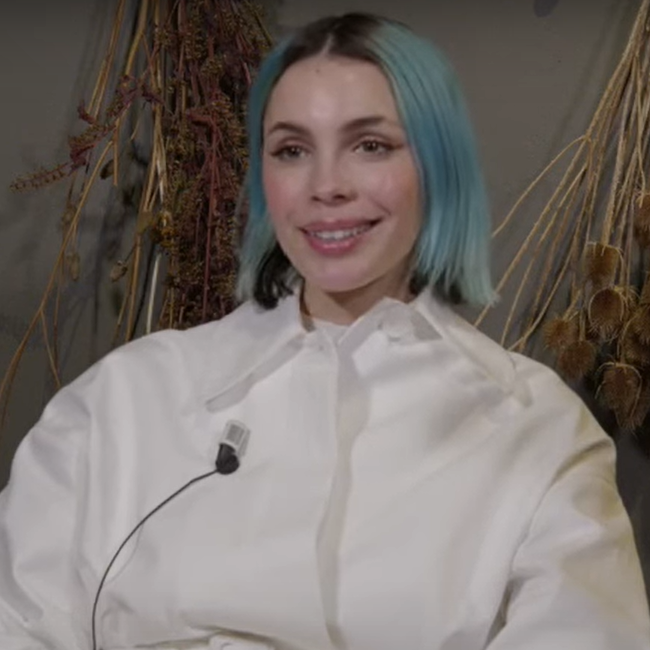
Rose Villain intervistata da Funweek nel gennaio 2024

Nel febbraio del 2024 ha partecipato per la prima volta in gara al 74º Festival di Sanremo con il brano Click boom!, che l'artista ha scritto e composto insieme a Tropico e al marito di lei Sixpm; al termine della manifestazione si è classificata al ventitreesimo posto. Il 9 febbraio, nella quarta serata dedicata alle cover, ha duettato con Gianna Nannini cantando i brani Scandalo, Meravigliosa creatura e Sei nell'anima, classificatosi al ventitreesimo posto. Successivamente il brano sanremese ha raggiunto l'ottava posizione della classifica Top Singoli e certificato triplo disco di platino. Nello stesso mese, sono stati trasmessi gli episodi del talent show Nuova Scena, distribuito da Netflix Italia, in cui l'artista ha rivestito il ruolo di giudice insieme a Fabri Fibra e Geolier. L'8 marzo seguente ha pubblicato il suo secondo album in studio Radio Sakura, seguito il 29 marzo dalla pubblicazione del singolo Come un tuono con la collaborazione di Guè, che ha poi raggiunto la prima posizione della classifica Top Singoli. Il 15 marzo è stata artista ospitante nel brano Balenciaga, contenuto nel secondo album dal titolo Icon del rapper Tony Effe.
Il 5 aprile 2024 è stata artista ospitante nel brano Non lo sai contenuto nell'album Odio La Sad del gruppo musicale La Sad. Il 26 aprile ha pubblicato con Tananai e Madame il brano Ho fatto un sogno, canzone celebrativa del 20º scudetto dell'Inter, squadra di cui lei è tifosa. Il 15 maggio ha fondato insieme al marito Sixpm la società editoriale Cash and Carter Music amministrata da Warner Chappell Music Italiana. Il 17 maggio è stata invece artista ospitante del progetto di ritorno dei Finley, nel brano Killer contenuto nel mixtape Pogo Mixtape Vol. 1.
Dal 1º giugno al 30 settembre 2024 si è svolto da Livorno a Decimomannu (CA) il Radio Sakura Summer Tour, il suo tour estivo. Dal 12 al 15 luglio ha aperto i concerti dei Coldplay nelle tappe italiane di Roma allo stadio Olimpico del Music of the Spheres World Tour. Nello stesso periodo la rivista Forbes Italia l'ha inserita tra le cento donne di successo in Italia. Il 30 agosto, dopo essere definito dalla stampa come uno dei tormentoni estivi del 2024, è stata pubblicata la versione spagnola di Come un tuono (in spagnolo Como un trueno) in collaborazione con il cantante colombiano Blessd.
Il 6 settembre seguente è uscito il brano My Love!, in collaborazione con Sixpm, Ernia e i SLF. Il 16 settembre ha vinto il premio d'impatto ai Billboard Italia Women in Music. Il 18 ottobre è stata resa disponibile la sua collaborazione nel singolo Mmh di Fred De Palma. Il 10 gennaio 2025 è uscita la sua collaborazione nel singolo Oh mamma mia di Guè, che ha poi raggiunto la vetta della classifica Top Singoli.

### 2025-presente: secondo Sanremo eRadio Vega
Nel febbraio 2025 ha partecipato per la seconda volta in gara al 75º Festival di Sanremo con il brano Fuorilegge, classificatosi al diciannovesimo posto al termine della manifestazione. Il brano ha poi raggiunto la sesta posizione della classifica Top Singoli e in seguito è stato certificato disco di platino. Il 14 febbraio, nella quarta serata dedicata alle cover, ha duettato con Chiello cantando il brano Fiori rosa fiori di pesco di Lucio Battisti, classificatosi al ventiseiesimo posto.
Il 14 marzo 2025 ha pubblicato il suo terzo album in studio Radio Vega, che ha poi esordito in vetta alla classifica FIMI Album. Dal 31 marzo al 14 aprile sono stati distribuiti su Netflix gli episodi della seconda stagione del talent show Nuova Scena, in cui l'artista è tornata a ricoprire il ruolo di giudice con Fabri Fibra e Geolier. Il 30 maggio è uscito il singolo Victoria's Secret, in collaborazione con Tony Effe.

## Vita privata
Il 23 maggio 2022 si è sposata a New York con il produttore discografico Andrea Ferrara, in arte Sixpm.

## Stile e influenze musicali
È una grande appassionata di criminologia, passione che l'ha portata a seguire corsi negli Stati Uniti; questo interesse ha portato l'artista a creare le sue sonorità dark, un mix tra musica rock e hip hop ispirata da artisti come i Nirvana, Guns N' Roses, The Rolling Stones, Johnny Cash, The Notorious B.I.G. e 2Pac. È anche amante dei film di registi come Quentin Tarantino, David Fincher, Stanley Kubrick e Alfred Hitchcock.
In un'intervista del 5 giugno 2018 rilasciata al quotidiano La Stampa, ha dichiarato di essere attratta e ispirata da artisti come Kanye West, Ty Dolla $ign e Kid Cudi.

## Discografia
- 2023 – Radio Gotham
- 2024 – Radio Sakura
- 2025 – Radio Vega

## Tournée
- 2022 – Rose Villain Club Tour
- 2023 – Radio Gotham Summer Tour 2023
- 2023 – A Villain Story: the Beginning
- 2024 – Radio Sakura Summer Tour

## Programmi televisivi
- GialappaShow (TV8, 2023) - co-conduttrice

## Web TV
- Nuova Scena (Netflix, 2024-2025) - giudice

## Partecipazioni a manifestazioni canore
- Festival di Sanremo (Rai 1)
  - 2024 – 23º posto con Click boom!
  - 2025 – 19º posto sezione "Campioni" con Fuorilegge

## Riconoscimenti
- Apple Music
  - 2021 – Inserimento nel portale dei talenti emergenti come artista Up Next Italia[47][48]
- Billboard Italia Women in Music
  - 2024 – Premio d'impatto[110]
- Forbes Italia
  - 2024 – Inserimento tra le cento donne di successo in Italia[106]
- MTV New Generation
  - 2016 – Premio artista del mese con Geisha[17]
- Music Awards
  - 2023 – Premio disco d'oro per Radio Gotham
  - 2024 – Premio disco di platino per Radio Sakura
  - 2024 – Premio singolo multiplatino per Click boom!
  - 2024 – Premio singolo multiplatino per Come un tuono
  - 2024 – Premio speciale TIM